# Waverly (Minnesota)
Waverly – miasto w Stanach Zjednoczonych, w stanie Minnesota, w hrabstwie Wright.